# Primera B 2017 (Colombia)
La Temporada 2017 de la Primera B fue la vigésimo octava (28a.) edición del torneo de la segunda división del fútbol profesional colombiano.

## Sistema de juego
A partir de la temporada 2017 se volvió a cambiar el sistema de ascenso: 
|                                  |                                  | Formato | Clasificación del campeón |
| -------------------------------- | -------------------------------- | --- | ------------------------- |
| Torneo Apertura (16 equipos)     | Torneo Apertura (16 equipos)     | - Sistema de liga donde se juegan los partidos de ida (los partidos de vuelta se juegan en el torneo Finalización) y una fecha de clásicos - Los 8 mejores juegan fases de eliminación directa hasta lograr un campeón | - Gran final              |
| Torneo Finalización (16 equipos) | Torneo Finalización (16 equipos) | - Sistema de liga donde se juegan los partidos de vuelta (los partidos de ida se juegan en el torneo Apertura) y una fecha de clásicos - Los 8 mejores juegan Fases de eliminación directa hasta lograr un campeón     | - Gran Final              |
| Gran final (2 equipos)           | Gran final (2 equipos)           | - El campeón del Torneo Apertura y el campeón del Torneo Finalización juegan una final de ida y vuelta | - Categoría Primera A     |
| Repechaje (2 equipos)            | Repechaje (2 equipos)            | - Partidos de ida y vuelta entre el perdedor de la gran final y el mejor de la reclasificación del año (que no sea el campeón).                                                                                        | - Categoría Primera A     |

Se juegan dos torneos de 16 fechas con fases finales en formato de eliminación directa, resultando dos finalistas que jugarán la gran final en partidos de ida y vuelta que decidirán al primer ascendido a la Categoría Primera A para 2018. El perdedor de ese duelo buscará otro cupo para subir frente al mejor de la reclasificación del año de la Primera B (que no sea el campeón) en partidos de ida y vuelta que definirá al segundo ascendido a la Categoría Primera A en 2018.
En caso de que un club gane los 2 torneos, ascenderá de manera directa a la Categoría Primera A en 2018 y el segundo ascenso lo jugarán los siguientes 2 clubes que estén mejor ubicados en la reclasificación, con partidos de ida y vuelta.
Si un equipo gana un torneo y es líder de la reclasificación, ascenderá directamente sin importar si gana o pierde la gran final, esto significa que por sustracción de materia estaría esperando en el repechaje el segundo equipo clasificado de la reclasificación.

## Datos de los clubes

### Relevo anual de clubes
| Ascendidos a la Primera A                 |
| ----------------------------------------- |
| América de Cali (Campeón de la Primera B) |
| Tigres F. C. (Subcampeón de la Primera B) |

| Descendidos a la Primera B                                     |
| -------------------------------------------------------------- |
| Fortaleza CEIF (Peor promedio acumulado en la Primera A )      |
| Boyacá Chicó (Segundo peor promedio acumulado en la Primera A) |

### Equipos participantes
- Cúcuta Deportivo jugó desde el inicio de la temporada hasta agosto en el Estadio Municipal Héctor El Zipa González de Zipaquirá.[2][3]
- Unión Magdalena juega como local esta temporada en el Estadio Diego de Carvajal de Magangué.[4]

| Equipo             | Entrenador               | Ciudad/Municipio | Estadio                                                         | Aforo        |
| ------------------ | ------------------------ | ---------------- | --------------------------------------------------------------- | ------------ |
| Atlético F. C.     | Luis Eduardo Gómez       | Cali             | Pascual Guerrero                                                | 35.405       |
| Barranquilla F. C. | Roberto Peñaloza         | Barranquilla     | Metropolitano Roberto Meléndez                                  | 46.692       |
| Bogotá F. C.       | Ernesto Pacheco          | Bogotá           | Metropolitano de Techo                                          | 10.000       |
| Boyacá Chicó       | Jhon Jaime Gómez         | Tunja            | La Independencia                                                | 20.630       |
| Cúcuta Deportivo   | Flavio Robatto           | Cúcuta           | General Santander Municipal Héctor El Zipa González (Zipaquirá) | 42.000 5.000 |
| Deportes Quindío   | Alberto Suárez           | Armenia          | Centenario de Armenia                                           | 20.716       |
| Deportivo Pereira  | Alberto Bulleri          | Pereira          | Hernán Ramírez Villegas                                         | 30.297       |
| Fortaleza CEIF     | Carlos Mora              | Zipaquirá        | Municipal Héctor El Zipa González                               | 5.000        |
| Itagüí Leones      | Juan Carlos Álvarez      | Itagüí           | Metropolitano de Ditaires                                       | 12.000       |
| Llaneros           | Jairo Patiño             | Villavicencio    | Manuel Calle Lombana                                            | 15.000       |
| Orsomarso          | José Gabriel Sangiovanni | Palmira          | Francisco Rivera Escobar                                        | 9.000        |
| Real Cartagena     | José Fernando Santa      | Cartagena        | Jaime Morón León                                                | 16.068       |
| Real Santander     | Víctor Hugo González     | Floridablanca    | Álvaro Gómez Hurtado                                            | 12.000       |
| Unión Magdalena    | Harold Rivera            | Magangué         | Diego de Carvajal                                               | 15.000       |
| Universitario      | César Torres             | Popayán          | Ciro López                                                      | 5.000        |
| Valledupar F. C.   | Wilberto Pana            | Valledupar       | Armando Maestre Pavajeau                                        | 11.000       |

| Valle del Cauca | 2 | Atlético F. C. y Orsomarso | \| Unión Barranquilla Valledupar Real Cartagena I. Leones Cúcuta Deportivo Real Santander Chicó Pereira Fortaleza Bogotá Quindío Llaneros Orsomarso Atlético Universitario \| |
| Antioquia | 1 | Itagüí Leones              | \| Unión Barranquilla Valledupar Real Cartagena I. Leones Cúcuta Deportivo Real Santander Chicó Pereira Fortaleza Bogotá Quindío Llaneros Orsomarso Atlético Universitario \| |
| Atlántico | 1 | Barranquilla F. C.         | \| Unión Barranquilla Valledupar Real Cartagena I. Leones Cúcuta Deportivo Real Santander Chicó Pereira Fortaleza Bogotá Quindío Llaneros Orsomarso Atlético Universitario \| |
| Bogotá, D. C. | 1 | Bogotá F. C.               | \| Unión Barranquilla Valledupar Real Cartagena I. Leones Cúcuta Deportivo Real Santander Chicó Pereira Fortaleza Bogotá Quindío Llaneros Orsomarso Atlético Universitario \| |
| Bolívar | 1 | Real Cartagena             | \| Unión Barranquilla Valledupar Real Cartagena I. Leones Cúcuta Deportivo Real Santander Chicó Pereira Fortaleza Bogotá Quindío Llaneros Orsomarso Atlético Universitario \| |
| Boyacá | 1 | Boyacá Chicó               | \| Unión Barranquilla Valledupar Real Cartagena I. Leones Cúcuta Deportivo Real Santander Chicó Pereira Fortaleza Bogotá Quindío Llaneros Orsomarso Atlético Universitario \| |
| Cauca | 1 | Universitario              | \| Unión Barranquilla Valledupar Real Cartagena I. Leones Cúcuta Deportivo Real Santander Chicó Pereira Fortaleza Bogotá Quindío Llaneros Orsomarso Atlético Universitario \| |
| Cundinamarca | 1 | Fortaleza CEIF             | \| Unión Barranquilla Valledupar Real Cartagena I. Leones Cúcuta Deportivo Real Santander Chicó Pereira Fortaleza Bogotá Quindío Llaneros Orsomarso Atlético Universitario \| |
| Cesar | 1 | Valledupar F. C.           | \| Unión Barranquilla Valledupar Real Cartagena I. Leones Cúcuta Deportivo Real Santander Chicó Pereira Fortaleza Bogotá Quindío Llaneros Orsomarso Atlético Universitario \| |
| Magdalena | 1 | Unión Magdalena            | \| Unión Barranquilla Valledupar Real Cartagena I. Leones Cúcuta Deportivo Real Santander Chicó Pereira Fortaleza Bogotá Quindío Llaneros Orsomarso Atlético Universitario \| |
| Meta | 1 | Llaneros                   | \| Unión Barranquilla Valledupar Real Cartagena I. Leones Cúcuta Deportivo Real Santander Chicó Pereira Fortaleza Bogotá Quindío Llaneros Orsomarso Atlético Universitario \| |
| Norte de Santander | 1 | Cúcuta Deportivo           | \| Unión Barranquilla Valledupar Real Cartagena I. Leones Cúcuta Deportivo Real Santander Chicó Pereira Fortaleza Bogotá Quindío Llaneros Orsomarso Atlético Universitario \| |
| Quindío | 1 | Deportes Quindío           | \| Unión Barranquilla Valledupar Real Cartagena I. Leones Cúcuta Deportivo Real Santander Chicó Pereira Fortaleza Bogotá Quindío Llaneros Orsomarso Atlético Universitario \| |
| Risaralda | 1 | Deportivo Pereira          | \| Unión Barranquilla Valledupar Real Cartagena I. Leones Cúcuta Deportivo Real Santander Chicó Pereira Fortaleza Bogotá Quindío Llaneros Orsomarso Atlético Universitario \| |
| Santander | 1 | Real Santander             | |
| Unión Barranquilla Valledupar Real Cartagena I. Leones Cúcuta Deportivo Real Santander Chicó Pereira Fortaleza Bogotá Quindío Llaneros Orsomarso Atlético Universitario |   |                            | |

### Cambio de entrenadores
| Equipo             | Entrenador saliente    | Fecha de salida         | Reemplazado por          | Fecha de llegada        |
| ------------------ | ---------------------- | ----------------------- | ------------------------ | ----------------------- |
| Llaneros           | Germán González        | 19 de octubre de 2016   | Jairo Patiño             | 16 de noviembre de 2016 |
| Deportivo Pereira  | Néstor Craviotto       | 16 de diciembre de 2016 | Alberto Bulleri          | 30 de diciembre de 2016 |
| Deportes Quindío   | José Eugenio Hernández | 20 de diciembre de 2016 | Alberto Suárez           | 31 de diciembre de 2016 |
| Atlético F. C.     | Jorge Larrahondo       | 27 de diciembre de 2016 | Luis Eduardo Gómez       | 28 de diciembre de 2016 |
| Real Cartagena     | José Manuel Rodríguez  | 19 de marzo de 2017     | José Fernando Santa      | 20 de marzo de 2017     |
| Cúcuta Deportivo   | Fernando Velasco       | 21 de marzo de 2017     | Flavio Robatto           | 21 de marzo de 2017     |
| Unión Magdalena    | Gustavo Onaindia       | 21 de marzo de 2017     | Nilton Bernal            | 1 de abril de 2017      |
| Valledupar F. C.   | David José Pinillos    | 30 de marzo de 2017     | Wilberto Pana            | 30 de marzo de 2017     |
| Boyacá Chicó       | Nelson Olveira         | 14 de abril de 2017     | Jhon Jaime Gómez         | 25 de abril de 2017     |
| Bogotá F. C.       | Néstor Rodríguez       | 4 de mayo de 2017       | Ernesto Pacheco          | 5 de junio de 2017      |
| Orsomarso          | Alex Escobar           | 31 de mayo de 2017      | José Gabriel Sangiovanni | 31 de mayo de 2017      |
| Barranquilla F. C. | Arturo Reyes           | 2 de junio de 2017      | Roberto Peñaloza         | 2 de junio de 2017      |
| Fortaleza CEIF     | Carlos Barato          | 8 de julio de 2017      | Carlos Mora              | 8 de julio de 2017      |
| Unión Magdalena    | Nilton Bernal          | 14 de agosto de 2017    | Harold Rivera            | 14 de agosto de 2017    |

## Torneo Apertura

### Todos contra todos

#### Clasificación
| Pos. | Equipos            | PJ | PG | PE | PP | GF | GC | Dif. | Pts. |
| ---- | ------------------ | -- | -- | -- | -- | -- | -- | ---- | ---- |
| 1.   | Deportivo Pereira  | 16 | 10 | 5  | 1  | 23 | 10 | 13   | 35   |
| 2.   | Deportes Quindío   | 16 | 9  | 2  | 5  | 23 | 11 | 12   | 29   |
| 3.   | Real Santander     | 16 | 8  | 4  | 4  | 18 | 10 | 8    | 28   |
| 4.   | Llaneros           | 16 | 8  | 3  | 5  | 19 | 15 | 4    | 27   |
| 5.   | Boyacá Chicó       | 16 | 7  | 6  | 3  | 20 | 18 | 2    | 27   |
| 6.   | Itagüí Leones      | 16 | 8  | 2  | 6  | 23 | 16 | 7    | 26   |
| 7.   | Cúcuta Deportivo   | 16 | 7  | 5  | 4  | 21 | 14 | 7    | 26   |
| 8.   | Orsomarso          | 16 | 7  | 5  | 4  | 17 | 14 | 3    | 26   |
| 9.   | Barranquilla F. C. | 16 | 7  | 2  | 7  | 20 | 20 | 0    | 23   |
| 10.  | Fortaleza CEIF     | 16 | 5  | 6  | 5  | 15 | 16 | -1   | 21   |
| 11.  | Universitario      | 16 | 4  | 5  | 7  | 15 | 17 | -2   | 17   |
| 12.  | Valledupar F. C.   | 16 | 5  | 1  | 10 | 18 | 24 | -6   | 16   |
| 13.  | Unión Magdalena    | 16 | 4  | 2  | 10 | 19 | 31 | -12  | 14   |
| 14.  | Bogotá F. C.       | 16 | 4  | 2  | 10 | 15 | 27 | -12  | 14   |
| 15.  | Real Cartagena     | 16 | 3  | 4  | 9  | 16 | 25 | -9   | 13   |
| 16.  | Atlético F. C.     | 16 | 2  | 6  | 8  | 13 | 27 | -14  | 12   |

Fuente: Web oficial de Dimayor
|  |                                      |
|  | Clasificados a los cuartos de final. |
|  | Eliminados.                          |

##### Evolución de la clasificación
| Deportivo Pereira  | 2  | 1  | 3  | 4  | 3  | 4  | 2  | 2  | 2  | 1  | 1  | 1  | 1  | 1  | 1  | 1  |
| Deportes Quindío   | 3  | 4  | 1  | 2  | 5  | 5  | 4  | 6  | 3  | 3  | 3  | 5  | 3  | 5  | 3  | 2  |
| Real Santander     | 5  | 2  | 2  | 1  | 1  | 1  | 1  | 1  | 1  | 2  | 2  | 2  | 2  | 2  | 2  | 3  |
| Llaneros           | 12 | 14 | 15 | 13 | 8  | 7  | 6  | 3  | 5  | 6  | 4  | 3  | 4  | 3  | 4  | 4  |
| Boyacá Chicó       | 13 | 7  | 5  | 5  | 4  | 2  | 5  | 5  | 8  | 8  | 9  | 6  | 5  | 4  | 5  | 5  |
| Itagüí Leones      | 15 | 15 | 14 | 12 | 9  | 6  | 8  | 7  | 4  | 7  | 7  | 7  | 10 | 8  | 7  | 6  |
| Cúcuta Deportivo   | 6  | 10 | 10 | 10 | 12 | 11 | 10 | 10 | 11 | 11 | 10 | 8  | 7  | 6  | 8  | 7  |
| Orsomarso          | 7  | 8  | 8  | 6  | 7  | 10 | 9  | 9  | 7  | 4  | 5  | 4  | 6  | 7  | 6  | 8  |
| Barranquilla F. C. | 14 | 9  | 4  | 3  | 2  | 3  | 3  | 4  | 6  | 5  | 6  | 9  | 8  | 10 | 9  | 9  |
| Fortaleza CEIF     | 9  | 12 | 9  | 9  | 6  | 8  | 7  | 8  | 10 | 10 | 8  | 10 | 9  | 9  | 10 | 10 |
| Universitario      | 11 | 6  | 11 | 11 | 13 | 14 | 14 | 16 | 16 | 14 | 13 | 15 | 12 | 11 | 12 | 11 |
| Valledupar F. C.   | 4  | 5  | 6  | 7  | 10 | 9  | 12 | 12 | 12 | 12 | 12 | 12 | 13 | 14 | 11 | 12 |
| Unión Magdalena    | 1  | 3  | 7  | 8  | 11 | 12 | 11 | 11 | 9  | 9  | 11 | 11 | 11 | 13 | 13 | 13 |
| Bogotá F. C.       | 8  | 11 | 12 | 15 | 15 | 13 | 15 | 15 | 14 | 15 | 15 | 13 | 14 | 12 | 14 | 14 |
| Real Cartagena     | 10 | 13 | 13 | 14 | 14 | 15 | 13 | 13 | 15 | 16 | 16 | 16 | 16 | 16 | 15 | 15 |
| Atlético F. C.     | 16 | 16 | 16 | 16 | 16 | 16 | 16 | 14 | 13 | 13 | 14 | 14 | 15 | 15 | 16 | 16 |

#### Resultados
- La hora de cada encuentro corresponde al huso horario que rige a Colombia (UTC-5)

Nota: Los horarios y partidos de televisión se definen la semana previa a cada jornada. El canal Win Sports es el medio de difusión por televisión autorizado por la Dimayor para la transmisión por cable de dos partidos por fecha.
| Barranquilla F. C. | 0 : 1 | Real Santander    | Sede deportiva Bomboná    | 11 de febrero | 11:00 | Sin transmisión |
| Orsomarso          | 1 : 0 | Atlético          | Francisco Rivera Escobar  | 11 de febrero | 15:00 | Sin transmisión |
| Unión Magdalena    | 3 : 2 | Real Cartagena    | Diego de Carvajal         | 11 de febrero | 15:00 | Sin transmisión |
| Leones             | 0 : 1 | Valledupar F. C.  | Metropolitano de Ditaires | 11 de febrero | 15:30 | Sin transmisión |
| Fortaleza          | 2 : 2 | Bogotá F. C.      | Municipal Los Zipas       | 12 de febrero | 15:15 | Sin transmisión |
| Llaneros           | 1 : 2 | Deportivo Pereira | Manuel Calle Lombana      | 12 de febrero | 15:30 | Sin transmisión |
| Deportes Quindío   | 2 : 1 | Universitario     | Centenario de Armenia     | 14 de febrero | 18:00 | Win Sports      |
| Boyacá Chicó       | 0 : 1 | Cúcuta Deportivo  | La Independencia          | 14 de febrero | 20:00 | Win Sports      |

| Bogotá F. C.      | 1 : 2 | Boyacá Chicó       | Metropolitano de Techo    | 18 de febrero | 14:00 | Sin transmisión |
| Valledupar F. C.  | 1 : 0 | Fortaleza          | Armando Maestre Pavajeau  | 18 de febrero | 15:00 | Sin transmisión |
| Orsomarso         | 1 : 2 | Unión Magdalena    | Francisco Rivera Escobar  | 18 de febrero | 15:00 | Sin transmisión |
| Real Santander    | 2 : 0 | Llaneros           | Álvaro Gómez Hurtado      | 18 de febrero | 18:00 | Sin transmisión |
| Universitario     | 2 : 0 | Leones             | Ciro López                | 19 de febrero | 11:30 | Sin transmisión |
| Cúcuta Deportivo  | 0 : 1 | Barranquilla F. C. | Municipal Los Zipas       | 19 de febrero | 15:15 | Sin transmisión |
| Deportivo Pereira | 4 : 1 | Atlético           | Hernán Ramírez Villegas   | 20 de febrero | 18:00 | Win Sports      |
| Real Cartagena    | 0 : 1 | Deportes Quindío   | Olímpico Jaime Morón León | 20 de febrero | 20:00 | Win Sports      |

| Boyacá Chicó       | 1 : 0 | Valledupar F. C. | La Independencia          | 24 de febrero | 20:00 | Sin transmisión |
| Atlético           | 0 : 2 | Real Santander   | Pascual Guerrero          | 25 de febrero | 14:00 | Sin transmisión |
| Leones             | 1 : 1 | Real Cartagena   | Metropolitano de Ditaires | 25 de febrero | 15:30 | Sin transmisión |
| Deportivo Pereira  | 1 : 1 | Orsomarso        | Hernán Ramírez Villegas   | 25 de febrero | 17:30 | Win Sports      |
| Fortaleza          | 1 : 0 | Universitario    | Municipal Los Zipas       | 26 de febrero | 15:15 | Sin transmisión |
| Llaneros           | 0 : 0 | Cúcuta Deportivo | Manuel Calle Lombana      | 26 de febrero | 15:30 | Sin transmisión |
| Deportes Quindío   | 4 : 0 | Unión Magdalena  | Centenario de Armenia     | 27 de febrero | 19:45 | Win Sports      |
| Barranquilla F. C. | 3 : 2 | Bogotá F. C.     | Sede deportiva Bomboná    | 1 de marzo    | 10:00 | Sin transmisión |

| Bogotá F. C.     | 0 : 1 | Llaneros           | Metropolitano de Techo    | 4 de marzo | 14:00 | Sin transmisión |
| Orsomarso        | 1 : 0 | Deportes Quindío   | Francisco Rivera Escobar  | 4 de marzo | 15:00 | Sin transmisión |
| Universitario    | 2 : 2 | Boyacá Chicó       | Ciro López                | 5 de marzo | 11:30 | Sin transmisión |
| Valledupar F. C. | 1 : 2 | Barranquilla F. C. | Armando Maestre Pavajeau  | 5 de marzo | 15:00 | Sin transmisión |
| Unión Magdalena  | 0 : 1 | Leones             | Diego de Carvajal         | 5 de marzo | 15:00 | Sin transmisión |
| Cúcuta Deportivo | 1 : 1 | Atlético           | Municipal Los Zipas       | 5 de marzo | 15:15 | Sin transmisión |
| Real Cartagena   | 1 : 1 | Fortaleza          | Olímpico Jaime Morón León | 6 de marzo | 18:00 | Win Sports      |
| Real Santander   | 0 : 0 | Deportivo Pereira  | Álvaro Gómez Hurtado      | 7 de marzo | 19:45 | Win Sports      |

| Barranquilla F. C. | 2 : 0 | Universitario    | Sede deportiva Bomboná    | 11 de marzo | 10:00 | Sin transmisión |
| Leones             | 3 : 2 | Deportes Quindío | Metropolitano de Ditaires | 11 de marzo | 15:30 | Sin transmisión |
| Fortaleza          | 3 : 2 | Unión Magdalena  | Municipal Los Zipas       | 12 de marzo | 15:15 | Sin transmisión |
| Llaneros           | 3 : 2 | Valledupar F. C. | Manuel Calle Lombana      | 12 de marzo | 15:30 | Sin transmisión |
| Real Santander     | 3 : 1 | Orsomarso        | Álvaro Gómez Hurtado      | 12 de marzo | 18:00 | Sin transmisión |
| Boyacá Chicó       | 2 : 0 | Real Cartagena   | La Independencia          | 13 de marzo | 16:00 | Win Sports      |
| Deportivo Pereira  | 2 : 0 | Cúcuta Deportivo | Hernán Ramírez Villegas   | 13 de marzo | 20:00 | Win Sports      |
| Atlético           | 2 : 1 | Bogotá F. C.     | Pascual Guerrero          | 29 de marzo | 15:00 | Sin transmisión |

| Valledupar F. C. | 0 : 0 | Atlético           | Armando Maestre Pavajeau  | 18 de marzo | 15:00 | Sin transmisión |
| Universitario    | 0 : 1 | Llaneros           | Ciro López                | 19 de marzo | 11:30 | Sin transmisión |
| Bogotá F.C.      | 1 : 0 | Deportivo Pereira  | Metropolitano de Techo    | 19 de marzo | 14:00 | Sin transmisión |
| Orsomarso        | 1 : 4 | Leones             | Francisco Rivera Escobar  | 19 de marzo | 15:00 | Sin transmisión |
| Cúcuta Deportivo | 1 : 1 | Real Santander     | Municipal Los Zipas       | 19 de marzo | 15:15 | Sin transmisión |
| Real Cartagena   | 0 : 0 | Barranquilla F. C. | Olímpico Jaime Morón León | 19 de marzo | 15:30 | Sin transmisión |
| Unión Magdalena  | 1 : 2 | Boyacá Chicó       | Diego de Carvajal         | 20 de marzo | 15:15 | Win Sports      |
| Deportes Quindío | 1 : 1 | Fortaleza          | Centenario de Armenia     | 21 de marzo | 19:00 | Win Sports      |

| Fortaleza          | 1 : 0 | Leones           | Municipal Los Zipas            | 25 de marzo | 15:15 | Sin transmisión |
| Deportivo Pereira  | 2 : 1 | Valledupar F. C. | Hernán Ramírez Villegas        | 25 de marzo | 17:30 | Win Sports      |
| Real Santander     | 2 : 0 | Bogotá F. C.     | Álvaro Gómez Hurtado           | 25 de marzo | 18:00 | Sin transmisión |
| Barranquilla F. C. | 1 : 1 | Unión Magdalena  | Metropolitano Roberto Meléndez | 26 de marzo | 15:00 | Sin transmisión |
| Atlético           | 1 : 1 | Universitario    | Pascual Guerrero               | 26 de marzo | 15:00 | Sin transmisión |
| Cúcuta Deportivo   | 2 : 2 | Orsomarso        | Municipal Los Zipas            | 26 de marzo | 15:15 | Sin transmisión |
| Llaneros           | 1 : 0 | Real Cartagena   | Manuel Calle Lombana           | 26 de marzo | 15:30 | Sin transmisión |
| Boyacá Chicó       | 0 : 2 | Deportes Quindío | La Independencia               | 27 de marzo | 19:00 | Win Sports      |

| Leones             | 1 : 0 | Real Santander    | Metropolitano de Ditaires      | 1 de abril | 15:30 | Sin transmisión |
| Boyacá Chicó       | 1 : 1 | Bogotá F. C.      | La Independencia               | 2 de abril | 15:00 | Sin transmisión |
| Atlético           | 0 : 3 | Orsomarso         | Pascual Guerrero               | 2 de abril | 15:00 | Sin transmisión |
| Unión Magdalena    | 2 : 0 | Real Cartagena    | Diego de Carvajal              | 2 de abril | 15:00 | Sin transmisión |
| Barranquilla F. C. | 0 : 1 | Valledupar F. C.  | Metropolitano Roberto Meléndez | 2 de abril | 15:00 | Sin transmisión |
| Llaneros           | 3 : 1 | Universitario     | Manuel Calle Lombana           | 2 de abril | 15:30 | Sin transmisión |
| Fortaleza          | 0 : 1 | Cúcuta Deportivo  | Metropolitano de Techo         | 3 de abril | 18:00 | Win Sports      |
| Deportes Quindío   | 1 : 2 | Deportivo Pereira | Centenario de Armenia          | 3 de abril | 20:00 | Win Sports      |

| Valledupar F. C. | 0 : 1 | Real Santander     | Armando Maestre Pavajeau  | 5 de abril | 15:00 | Sin transmisión |
| Unión Magdalena  | 1 : 0 | Llaneros           | Diego de Carvajal         | 5 de abril | 15:00 | Sin transmisión |
| Leones           | 4 : 0 | Boyacá Chicó       | Metropolitano de Ditaires | 5 de abril | 15:30 | Sin transmisión |
| Real Cartagena   | 1 : 2 | Atlético           | Olímpico Jaime Morón León | 5 de abril | 19:30 | Sin transmisión |
| Universitario    | 0 : 0 | Deportivo Pereira  | Ciro López                | 6 de abril | 11:30 | Sin transmisión |
| Bogotá F. C.     | 1 : 0 | Cúcuta Deportivo   | Metropolitano de Techo    | 6 de abril | 18:00 | Win Sports      |
| Orsomarso        | 1 : 0 | Fortaleza          | Francisco Rivera Escobar  | 6 de abril | 19:00 | Sin transmisión |
| Deportes Quindío | 2 : 0 | Barranquilla F. C. | Centenario de Armenia     | 6 de abril | 20:00 | Win Sports      |

| Atlético           | 1 : 1 | Unión Magdalena  | Pascual Guerrero               | 8 de abril  | 15:00 | Sin transmisión |
| Bogotá F. C.       | 0 : 2 | Orsomarso        | Metropolitano de Techo         | 9 de abril  | 14:00 | Sin transmisión |
| Barranquilla F. C. | 3 : 2 | Leones           | Metropolitano Roberto Meléndez | 9 de abril  | 15:00 | Sin transmisión |
| Cúcuta Deportivo   | 3 : 1 | Valledupar F. C. | Municipal Los Zipas            | 9 de abril  | 15:15 | Sin transmisión |
| Llaneros           | 1 : 1 | Deportes Quindío | Manuel Calle Lombana           | 9 de abril  | 15:30 | Sin transmisión |
| Real Santander     | 0 : 2 | Universitario    | Álvaro Gómez Hurtado           | 9 de abril  | 18:00 | Sin transmisión |
| Boyacá Chicó       | 1 : 1 | Fortaleza        | La Independencia               | 10 de abril | 18:00 | Win Sports      |
| Deportivo Pereira  | 1 : 0 | Real Cartagena   | Hernán Ramírez Villegas        | 10 de abril | 20:00 | Win Sports      |

| Universitario    | 1 : 1 | Cúcuta Deportivo   | Ciro López                | 16 de abril | 11:30 | Sin transmisión |
| Valledupar F. C. | 5 : 0 | Bogotá F. C.       | Armando Maestre Pavajeau  | 16 de abril | 15:00 | Sin transmisión |
| Unión Magdalena  | 1 : 3 | Deportivo Pereira  | Diego de Carvajal         | 16 de abril | 15:00 | Sin transmisión |
| Orsomarso        | 1 : 1 | Boyacá Chicó       | Francisco Rivera Escobar  | 16 de abril | 15:00 | Sin transmisión |
| Fortaleza        | 2 : 1 | Barranquilla F. C. | Municipal Los Zipas       | 16 de abril | 15:15 | Sin transmisión |
| Leones           | 1 : 2 | Llaneros           | Metropolitano de Ditaires | 16 de abril | 15:30 | Sin transmisión |
| Deportes Quindío | 3 : 0 | Atlético           | Centenario de Armenia     | 17 de abril | 18:00 | Win Sports      |
| Real Cartagena   | 1 : 3 | Real Santander     | Olímpico Jaime Morón León | 17 de abril | 20:00 | Win Sports      |

| Bogotá F. C.       | 2 : 0 | Universitario    | Metropolitano de Techo         | 19 de abril | 14:00 | Sin transmisión |
| Barranquilla F. C. | 1 : 2 | Boyacá Chicó     | Metropolitano Roberto Meléndez | 19 de abril | 15:00 | Sin transmisión |
| Valledupar F. C.   | 0 : 1 | Orsomarso        | Armando Maestre Pavajeau       | 19 de abril | 15:00 | Sin transmisión |
| Llaneros           | 2 : 0 | Fortaleza        | Manuel Calle Lombana           | 19 de abril | 15:30 | Sin transmisión |
| Atlético           | 1 : 1 | Leones           | Pascual Guerrero               | 20 de abril | 15:00 | Sin transmisión |
| Cúcuta Deportivo   | 5 : 1 | Real Cartagena   | Metropolitano de Techo         | 20 de abril | 15:15 | Sin transmisión |
| Real Santander     | 2 : 1 | Unión Magdalena  | Álvaro Gómez Hurtado           | 20 de abril | 18:00 | Win Sports      |
| Deportivo Pereira  | 1 : 0 | Deportes Quindío | Hernán Ramírez Villegas        | 20 de abril | 20:00 | Win Sports      |

| Universitario    | 3 : 0 | Valledupar F. C.   | Ciro López                | 23 de abril | 11:30 | Sin transmisión |
| Orsomarso        | 0 : 1 | Barranquilla F. C. | Francisco Rivera Escobar  | 23 de abril | 15:00 | Sin transmisión |
| Unión Magdalena  | 1 : 4 | Cúcuta Deportivo   | Diego de Carvajal         | 23 de abril | 15:00 | Sin transmisión |
| Fortaleza        | 2 : 1 | Atlético           | Municipal Los Zipas       | 23 de abril | 15:15 | Sin transmisión |
| Boyacá Chicó     | 2 : 0 | Llaneros           | La Independencia          | 23 de abril | 15:30 | Sin transmisión |
| Real Cartagena   | 2 : 0 | Bogotá F. C.       | Olímpico Jaime Morón León | 23 de abril | 16:00 | Sin transmisión |
| Leones           | 0 : 1 | Deportivo Pereira  | Metropolitano de Ditaires | 24 de abril | 18:00 | Win Sports      |
| Deportes Quindío | 1 : 0 | Real Santander     | Centenario de Armenia     | 24 de abril | 20:00 | Win Sports      |

| Valledupar F. C.  | 2 : 5 | Real Cartagena     | Armando Maestre Pavajeau | 22 de marzo | 19:00 | Sin transmisión |
| Atlético          | 1 : 2 | Boyacá Chicó       | Pascual Guerrero         | 29 de abril | 15:00 | Sin transmisión |
| Universitario     | 0 : 0 | Orsomarso          | Ciro López               | 30 de abril | 11:30 | Sin transmisión |
| Bogotá F. C.      | 3 : 1 | Unión Magdalena    | Metropolitano de Techo   | 30 de abril | 14:00 | Sin transmisión |
| Llaneros          | 3 : 1 | Barranquilla F. C. | Manuel Calle Lombana     | 30 de abril | 15:30 | Sin transmisión |
| Real Santander    | 0 : 1 | Leones             | Álvaro Gómez Hurtado     | 30 de abril | 18:00 | Sin transmisión |
| Cúcuta Deportivo  | 1 : 0 | Deportes Quindío   | Municipal Los Zipas      | 1 de mayo   | 15:15 | Win Sports      |
| Deportivo Pereira | 1 : 1 | Fortaleza          | Hernán Ramírez Villegas  | 1 de mayo   | 17:30 | Win Sports      |

| Unión Magdalena    | 2 : 3 | Valledupar F. C.  | Diego de Carvajal              | 7 de mayo | 15:00 | Sin transmisión |
| Barranquilla F. C. | 3 : 1 | Atlético          | Metropolitano Roberto Meléndez | 7 de mayo | 15:15 | Sin transmisión |
| Orsomarso          | 1 : 0 | Llaneros          | Francisco Rivera Escobar       | 7 de mayo | 15:15 | Sin transmisión |
| Fortaleza          | 0 : 0 | Real Santander    | Municipal Los Zipas            | 7 de mayo | 15:15 | Sin transmisión |
| Real Cartagena     | 2 : 1 | Universitario     | Olímpico Jaime Morón León      | 7 de mayo | 15:30 | Sin transmisión |
| Boyacá Chicó       | 1 : 1 | Deportivo Pereira | La Independencia               | 7 de mayo | 15:30 | Sin transmisión |
| Leones             | 2 : 0 | Cúcuta Deportivo  | Metropolitano de Ditaires      | 8 de mayo | 18:00 | Win Sports      |
| Deportes Quindío   | 2 : 0 | Bogotá F. C.      | Centenario de Armenia          | 8 de mayo | 20:00 | Win Sports      |

| Atlético          | 1 : 1 | Llaneros           | Francisco Rivera Escobar  | 13 de mayo | 15:00 | Sin transmisión |
| Deportivo Pereira | 2 : 1 | Barranquilla F. C. | Hernán Ramírez Villegas   | 13 de mayo | 15:00 | Sin transmisión |
| Real Santander    | 1 : 1 | Boyacá Chicó       | Álvaro Gómez Hurtado      | 13 de mayo | 15:00 | Sin transmisión |
| Cúcuta Deportivo  | 1 : 0 | Fortaleza          | Municipal Los Zipas       | 13 de mayo | 15:00 | Sin transmisión |
| Bogotá F. C.      | 1 : 2 | Leones             | Metropolitano de Techo    | 13 de mayo | 15:00 | Sin transmisión |
| Valledupar F. C.  | 0 : 1 | Deportes Quindío   | Armando Maestre Pavajeau  | 13 de mayo | 15:00 | Sin transmisión |
| Real Cartagena    | 0 : 0 | Orsomarso          | Olímpico Jaime Morón León | 13 de mayo | 15:00 | Sin transmisión |
| Universitario     | 1 : 0 | Unión Magdalena    | Ciro López                | 14 de mayo | 11:30 | Sin transmisión |

### Cuadro final
Para la segunda fase del torneo, los cuartos de final, clasificarán los mejores ocho ubicados en la tabla del Todos contra todos. Estos ocho equipos se dividirán en cuatro llaves: llave A, B, C y D, los ubicados del primer (1°) al cuarto (4°) puesto fueron ubicados respectivamente en dichas llaves, con la ventaja de que el juego de vuelta lo disputarán en condición de local. Los rivales de estos cuatro equipos saldrán de los ubicados del quinto (5°) al octavo (8°) puesto, los cuales sortearán su ubicación en las llaves A, B, C y D.
|  | Cuartos de final  | Cuartos de final | Cuartos de final |       |                  | Semifinales     | Semifinales     | Semifinales     |  |  | Final           | Final           | Final           |
|  | 20 al 29 de mayo  | 20 al 29 de mayo | 20 al 29 de mayo |       |                  | 1 al 5 de junio | 1 al 5 de junio | 1 al 5 de junio |  |  | 8 y 12 de junio | 8 y 12 de junio | 8 y 12 de junio |
|  |                   |                  |                  |       |                  |                 |                 |                 |  |  |                 |                 |                 |
|  | Deportes Quindío  | 2                | 2                |       |                  |                 |                 |                 |  |  |                 |                 |                 |
|  | Orsomarso         | 1                | 2                |       |                  |                 |                 |                 |  |  |                 |                 |                 |
|  | Orsomarso         | 1                | 2                |       | Deportes Quindío | 0               | 2 (3)           |                 |  |  |                 |                 |                 |
|  |                   |                  |                  |       | Deportes Quindío | 0               | 2 (3)           |                 |  |  |                 |                 |                 |
|  |                   | Real Santander   | 1                | 1 (4) |                  |                 |                 |                 |  |  |                 |                 |                 |
|  | Real Santander    | Real Santander   | 1                | 1 (4) | 1                | 1 (4)           |                 |                 |  |  |                 |                 |                 |
|  | Real Santander    |                  |                  |       | 1                | 1 (4)           |                 |                 |  |  |                 |                 |                 |
|  | Itagüí Leones     | 2                | 0 (3)            |       |                  |                 |                 |                 |  |  |                 |                 |                 |
|  |                   |                  |                  |       |                  |                 |                 |                 |  |  | Real Santander  | 2               | 1               |
|  |                   |                  | Boyacá Chicó     | 3     | 1                |                 |                 |                 |  |  |                 |                 |                 |
|  | Deportivo Pereira | 0                | 1                |       |                  |                 |                 |                 |  |  |                 |                 |                 |
|  | Cúcuta Deportivo  | 1                | 2                |       |                  |                 |                 |                 |  |  |                 |                 |                 |
|  | Cúcuta Deportivo  | 1                | 2                |       | Cúcuta Deportivo | 2               | 4               |                 |  |  |                 |                 |                 |
|  |                   |                  |                  |       | Cúcuta Deportivo | 2               | 4               |                 |  |  |                 |                 |                 |
|  |                   | Boyacá Chicó     | 5                | 2     |                  |                 |                 |                 |  |  |                 |                 |                 |
|  | Llaneros          | Boyacá Chicó     | 5                | 2     | 1                | 1               |                 |                 |  |  |                 |                 |                 |
|  | Llaneros          |                  |                  |       | 1                | 1               |                 |                 |  |  |                 |                 |                 |
|  | Boyacá Chicó      | 3                | 0                |       |                  |                 |                 |                 |  |  |                 |                 |                 |

- Nota : El equipo ubicado en la primera línea de cada llave es el que ejerce la localía en el partido de vuelta.

### Cuartos de final
- La hora de cada encuentro corresponde al huso horario que rige a Colombia (UTC-5)

| 21 de mayo de 2017, 15:15 | Cúcuta Deportivo | 1:0 (0:0) | Deportivo Pereira | Estadio Héctor El Zipa González, Zipaquirá, Cundinamarca |                            |
|                           | Carrillo 55'     |           |                   | Árbitro(s): Mauricio Pérez                               | Árbitro(s): Mauricio Pérez |

| 29 de mayo de 2017, 19:30 | Deportivo Pereira | 1:2 (1:1) | Cúcuta Deportivo            | Estadio Hernán Ramírez Villegas, Pereira |                          |
|                           | García 38'        |           | Álvarez 43' · Echeverri 78' | Árbitro(s): Luis Sánchez                 | Árbitro(s): Luis Sánchez |

| 22 de mayo de 2017, 19:45 | Boyacá Chicó                           | 3:1 (1:0) | Llaneros     | Estadio La Independencia, Tunja |                          |
|                           | Mosquera 37' · Acosta 75' · Valdés 79' |           | González 54' | Árbitro(s): Jens Cortina        | Árbitro(s): Jens Cortina |

| 28 de mayo de 2017, 15:00 | Llaneros     | 1:0 (0:0) | Boyacá Chicó | Estadio Manuel Calle Lombana, Villavicencio |                             |
|                           | Angulo 90+3' |           |              | Árbitro(s): John Hinestroza                 | Árbitro(s): John Hinestroza |

| 23 de mayo de 2017, 19:45 | Orsomarso     | 1:2 (0:0) | Deportes Quindío      | Estadio Francisco Rivera Escobar, Palmira, Valle del Cauca |                           |
|                           | Enamorado 84' |           | Torres 64' · Mina 75' | Árbitro(s): Jair Cárdenas                                  | Árbitro(s): Jair Cárdenas |

| 29 de mayo de 2017, 15:15 | Deportes Quindío | 2:2 (1:1) | Orsomarso                 | Estadio Centenario de Armenia, Armenia |                           |
|                           | Torres 3' 54'    |           | Murillo 26' · Viáfara 47' | Árbitro(s): Nicolás Gallo              | Árbitro(s): Nicolás Gallo |

| 20 de mayo de 2017, 15:30 | Itagüí Leones           | 2:1 (1:0) | Real Santander | Estadio Metropolitano Ciudad de Itagüí, Itagüí, Antioquia |                             |
|                           | Cruz 30' · Restrepo 75' |           | Ríos 54'       | Árbitro(s): Juan Pablo Alba                               | Árbitro(s): Juan Pablo Alba |

| 28 de mayo de 2017, 18:00 | Real Santander | 1:0 (1:0) (4:3 p.) | Itagüí Leones | Estadio Álvaro Gómez Hurtado, Floridablanca, Santander |                          |
|                           | Lemus 26'      |                    |               | Árbitro(s): Éder Vergara                               | Árbitro(s): Éder Vergara |

### Semifinales
- La hora de cada encuentro corresponde al huso horario que rige a Colombia (UTC-5)

| 1 de junio de 2017, 20:00 | Boyacá Chicó                                   | 5:2 (2:2) | Cúcuta Deportivo         | Estadio La Independencia, Tunja |                              |
|                           | Riascos 8' 73' · Palacios 42' 81' · Valdés 66' |           | Castro 1' · Carrillo 32' | Árbitro(s): Gustavo González    | Árbitro(s): Gustavo González |

| 4 de junio de 2017, 15:15 | Cúcuta Deportivo                                 | 4:2 (0:1) | Boyacá Chicó            | Estadio Héctor El Zipa González, Zipaquirá, Cundinamarca |                         |
|                           | Álvarez 58' 90+2' · Echeverri 79' · Carrillo 82' |           | Riascos 3' · Valdés 49' | Árbitro(s): Óscar Gómez                                  | Árbitro(s): Óscar Gómez |

| 1 de junio de 2017, 18:00 | Real Santander | 1:0 (1:0) | Deportes Quindío | Estadio Álvaro Gómez Hurtado, Floridablanca, Santander |                           |
|                           | Ríos 36'       |           |                  | Árbitro(s): Carlos Ortega                              | Árbitro(s): Carlos Ortega |

| 5 de junio de 2017, 19:00 | Deportes Quindío                                           | 2:1 (1:1) (3:4 p.)         | Real Santander                                     | Estadio Centenario de Armenia, Armenia |                          |
|                           | Torres 23' · Mina 90+4'                                    |                            | Lemus 9'                                           | Árbitro(s): Éder Vergara               | Árbitro(s): Éder Vergara |
|                           |                                                            | Tiros desde el punto penal |                                                    |                                        |                          |
|                           | Torres · Sevillano · Quiñónez · Rentería · Mena · Guerrero |                            | Blanco · Rios · Carvajal · Mantilla · Lemus · Ruiz |                                        |                          |

### Final
- La hora de cada encuentro corresponde al huso horario que rige a Colombia (UTC-5)

| 8 de junio de 2017, 17:45 | Boyacá Chicó                           | 3:2 (1:1) | Real Santander                   | Estadio La Independencia, Tunja                          |                                                          |
|                           | Riascos 38' · Ponce 65' · González 83' |           | Mosquera 7' (a.g.) · Camacho 76' | Asistencia: 1 000 espectadores Árbitro(s): Nicolás Gallo | Asistencia: 1 000 espectadores Árbitro(s): Nicolás Gallo |

| 12 de junio de 2017, 19:00 | Real Santander | 1:1 (0:1) | Boyacá Chicó | Estadio Álvaro Gómez Hurtado, Floridablanca, Santander      |                                                             |
|                            | Ríos 90+2'     |           | Valdés 22'   | Asistencia: 11 000 espectadores Árbitro(s): Carlos Betancur | Asistencia: 11 000 espectadores Árbitro(s): Carlos Betancur |

| Ganador Torneo Apertura        |
| Boyacá Chicó                   |
| Clasificado a la final del año |

## Torneo Finalización

### Todos contra todos

#### Clasificación
| Pos. | Equipos            | PJ | PG | PE | PP | GF | GC | Dif. | Pts. |
| ---- | ------------------ | -- | -- | -- | -- | -- | -- | ---- | ---- |
| 1.   | Barranquilla F. C. | 16 | 10 | 3  | 3  | 21 | 10 | 11   | 33   |
| 2.   | Deportivo Pereira  | 16 | 9  | 3  | 4  | 23 | 13 | 10   | 30   |
| 3.   | Deportes Quindío   | 16 | 9  | 3  | 4  | 28 | 19 | 9    | 30   |
| 4.   | Itagüí Leones      | 16 | 9  | 3  | 4  | 20 | 15 | 5    | 30   |
| 5.   | Cúcuta Deportivo   | 16 | 8  | 3  | 5  | 30 | 20 | 10   | 27   |
| 6.   | Llaneros           | 16 | 6  | 7  | 3  | 26 | 23 | 3    | 25   |
| 7.   | Real Cartagena     | 16 | 7  | 3  | 6  | 20 | 20 | 0    | 24   |
| 8.   | Orsomarso          | 16 | 6  | 5  | 5  | 16 | 14 | 2    | 23   |
| 9.   | Boyacá Chicó       | 16 | 6  | 5  | 5  | 16 | 15 | 1    | 23   |
| 10.  | Unión Magdalena    | 16 | 5  | 5  | 6  | 20 | 22 | -2   | 20   |
| 11.  | Atlético F. C.     | 16 | 5  | 3  | 8  | 13 | 25 | -12  | 18   |
| 12.  | Real Santander     | 16 | 3  | 5  | 8  | 21 | 25 | -4   | 14   |
| 13.  | Bogotá F. C.       | 16 | 3  | 5  | 8  | 10 | 19 | -9   | 14   |
| 14.  | Valledupar F. C.   | 16 | 3  | 5  | 8  | 14 | 28 | -14  | 14   |
| 15.  | Fortaleza CEIF     | 16 | 2  | 6  | 8  | 14 | 19 | -5   | 12   |
| 16.  | Universitario      | 16 | 2  | 6  | 8  | 13 | 18 | -5   | 12   |

Fuente: Web oficial de Dimayor
|  |                                      |
|  | Clasificados a los cuartos de final. |
|  | Eliminados.                          |

##### Evolución de la clasificación
| Barranquilla F. C. | 4  | 3  | 2  | 3  | 2  | 4  | 4  | 3  | 4  | 3  | 3  | 3  | 4  | 5  | 2  | 1  |
| Deportivo Pereira  | 7  | 4  | 7  | 5  | 3  | 2  | 2  | 2  | 2  | 2  | 1  | 2  | 1  | 2  | 1  | 2  |
| Deportes Quindío   | 8  | 9  | 6  | 4  | 5  | 5  | 5  | 8  | 9  | 10 | 7  | 6  | 8  | 7  | 5  | 3  |
| Itagüí Leones      | 3  | 2  | 1  | 1  | 1  | 1  | 1  | 1  | 1  | 1  | 2  | 1  | 2  | 1  | 3  | 4  |
| Cúcuta Deportivo   | 1  | 6  | 4  | 2  | 4  | 3  | 3  | 4  | 3  | 4  | 5  | 4  | 3  | 3  | 4  | 5  |
| Llaneros           | 6  | 8  | 13 | 9  | 10 | 6  | 9  | 6  | 7  | 7  | 8  | 8  | 7  | 6  | 7  | 6  |
| Real Cartagena     | 10 | 10 | 11 | 8  | 11 | 7  | 6  | 5  | 5  | 5  | 4  | 5  | 5  | 4  | 6  | 7  |
| Orsomarso          | 2  | 5  | 3  | 6  | 7  | 9  | 10 | 10 | 11 | 9  | 9  | 9  | 9  | 9  | 9  | 8  |
| Boyacá Chicó       | 16 | 15 | 15 | 13 | 8  | 10 | 8  | 9  | 6  | 6  | 6  | 7  | 6  | 8  | 8  | 9  |
| Unión Magdalena    | 11 | 11 | 12 | 15 | 12 | 13 | 12 | 13 | 12 | 12 | 12 | 11 | 12 | 11 | 11 | 10 |
| Atlético F. C.     | 15 | 16 | 16 | 16 | 16 | 12 | 11 | 11 | 10 | 11 | 11 | 14 | 10 | 10 | 10 | 11 |
| Real Santander     | 13 | 12 | 8  | 10 | 6  | 8  | 7  | 7  | 8  | 8  | 10 | 10 | 11 | 12 | 12 | 12 |
| Bogotá F. C.       | 5  | 1  | 5  | 7  | 9  | 11 | 13 | 12 | 14 | 14 | 13 | 13 | 14 | 14 | 14 | 13 |
| Valledupar F. C.   | 12 | 14 | 14 | 12 | 13 | 14 | 14 | 14 | 13 | 13 | 14 | 12 | 13 | 13 | 13 | 14 |
| Fortaleza CEIF     | 14 | 7  | 10 | 14 | 15 | 16 | 16 | 16 | 15 | 15 | 16 | 16 | 16 | 16 | 16 | 15 |
| Universitario      | 9  | 13 | 9  | 11 | 14 | 15 | 15 | 15 | 16 | 16 | 15 | 15 | 15 | 15 | 15 | 16 |

#### Resultados
- La hora de cada encuentro corresponde al huso horario que rige a Colombia (UTC-5)

Nota: Los horarios y partidos de televisión se definen la semana previa a cada jornada. El canal Win Sports es el medio de difusión por televisión autorizado por la Dimayor para la transmisión por cable de dos partidos por fecha.
| Bogotá F. C.      | 1 : 0 | Fortaleza          | Metropolitano de Techo   | 1 de julio | 14:00 | Sin transmisión |
| Valledupar F. C.  | 1 : 2 | Leones             | Armando Maestre Pavajeau | 1 de julio | 15:30 | Sin transmisión |
| Universitario     | 1 : 1 | Deportes Quindío   | Ciro López               | 2 de julio | 11:30 | Sin transmisión |
| Atlético          | 0 : 2 | Orsomarso          | Pascual Guerrero         | 2 de julio | 15:00 | Sin transmisión |
| Cúcuta Deportivo  | 3 : 0 | Boyacá Chicó       | Municipal Los Zipas      | 2 de julio | 15:30 | Sin transmisión |
| Real Santander    | 0 : 1 | Barranquilla F. C. | Álvaro Gómez Hurtado     | 2 de julio | 18:00 | Sin transmisión |
| Deportivo Pereira | 2 : 2 | Llaneros           | Hernán Ramírez Villegas  | 2 de julio | 19:30 | Win Sports      |
| Real Cartagena    | 0 : 0 | Unión Magdalena    | Jaime Morón León         | 3 de julio | 19:30 | Win Sports      |

| Barranquilla F. C. | 1 : 0 | Cúcuta Deportivo  | Metropolitano Roberto Meléndez | 8 de julio  | 15:00 | Sin transmisión |
| Fortaleza          | 3 : 0 | Valledupar F. C.  | Municipal Los Zipas            | 8 de julio  | 15:15 | Sin transmisión |
| Leones             | 1 : 0 | Universitario     | Metropolitano de Ditaires      | 8 de julio  | 15:30 | Sin transmisión |
| Unión Magdalena    | 1 : 1 | Orsomarso         | Diego de Carvajal              | 9 de julio  | 15:00 | Sin transmisión |
| Llaneros           | 3 : 3 | Real Santander    | Manuel Calle Lombana           | 9 de julio  | 15:30 | Sin transmisión |
| Boyacá Chicó       | 0 : 2 | Bogotá F. C.      | La Independencia               | 9 de julio  | 15:30 | Sin transmisión |
| Deportes Quindío   | 1 : 1 | Real Cartagena    | Centenario de Armenia          | 10 de julio | 19:45 | Win Sports      |
| Atlético           | 0 : 4 | Deportivo Pereira | Pascual Guerrero               | 11 de julio | 19:45 | Win Sports      |

| Valledupar F. C. | 1 : 1 | Boyacá Chicó       | Armando Maestre Pavajeau | 15 de julio | 15:30 | Sin transmisión |
| Universitario    | 2 : 0 | Fortaleza          | Ciro López               | 16 de julio | 11:30 | Sin transmisión |
| Bogotá F. C.     | 0 : 1 | Barranquilla F. C. | Metropolitano de Techo   | 16 de julio | 14:00 | Sin transmisión |
| Cúcuta Deportivo | 5 : 0 | Llaneros           | Municipal Los Zipas      | 16 de julio | 15:15 | Sin transmisión |
| Unión Magdalena  | 0 : 2 | Deportes Quindío   | Diego de Carvajal        | 16 de julio | 15:30 | Sin transmisión |
| Real Santander   | 3 : 1 | Atlético           | Álvaro Gómez Hurtado     | 16 de julio | 18:00 | Sin transmisión |
| Orsomarso        | 1 : 0 | Deportivo Pereira  | Francisco Rivera Escobar | 17 de julio | 18:00 | Sin transmisión |
| Real Cartagena   | 2 : 3 | Leones             | Jaime Morón León         | 17 de julio | 20:00 | Win Sports      |

| Atlético           | 1 : 3 | Cúcuta Deportivo | Pascual Guerrero               | 21 de julio | 15:30 | Sin transmisión |
| Boyacá Chicó       | 1 : 0 | Universitario    | La Independencia               | 21 de julio | 20:00 | Sin transmisión |
| Barranquilla F. C. | 0 : 1 | Valledupar F. C. | Metropolitano Roberto Meléndez | 22 de julio | 15:00 | Sin transmisión |
| Leones             | 2 : 1 | Unión Magdalena  | Metropolitano de Ditaires      | 22 de julio | 15:30 | Sin transmisión |
| Deportes Quindío   | 2 : 1 | Orsomarso        | Centenario de Armenia          | 22 de julio | 17:30 | Win Sports      |
| Fortaleza          | 0 : 1 | Real Cartagena   | Municipal Los Zipas            | 23 de julio | 15:15 | Sin transmisión |
| Llaneros           | 2 : 0 | Bogotá F. C.     | Manuel Calle Lombana           | 23 de julio | 15:30 | Sin transmisión |
| Deportivo Pereira  | 1 : 0 | Real Santander   | Hernán Ramírez Villegas        | 25 de julio | 19:45 | Win Sports      |

| Bogotá F. C.     | 1 : 2 | Atlético           | Metropolitano de Techo   | 29 de julio | 14:00 | Sin transmisión |
| Valledupar F. C. | 1 : 1 | Llaneros           | Armando Maestre Pavajeau | 29 de julio | 15:30 | Sin transmisión |
| Deportes Quindío | 1 : 2 | Leones             | Centenario de Armenia    | 29 de julio | 17:30 | Win Sports      |
| Universitario    | 0 : 1 | Barranquilla F. C. | Ciro López               | 30 de julio | 11:30 | Sin transmisión |
| Cúcuta Deportivo | 0 : 2 | Deportivo Pereira  | Municipal Los Zipas      | 30 de julio | 15:15 | Sin transmisión |
| Unión Magdalena  | 1 : 0 | Fortaleza          | Diego de Carvajal        | 30 de julio | 15:30 | Sin transmisión |
| Orsomarso        | 0 : 2 | Real Santander     | Francisco Rivera Escobar | 30 de julio | 16:00 | Sin transmisión |
| Real Cartagena   | 0 : 1 | Boyacá Chicó       | Jaime Morón León         | 1 de agosto | 19:45 | Win Sports      |

| Atlético           | 2 : 0 | Valledupar F. C. | Pascual Guerrero               | 5 de agosto      | 15:00 | Sin transmisión |
| Leones             | 1 : 0 | Orsomarso        | Metropolitano de Ditaires      | 5 de agosto      | 15:30 | Sin transmisión |
| Barranquilla F. C. | 1 : 2 | Real Cartagena   | Metropolitano Roberto Meléndez | 6 de agosto      | 15:00 | Sin transmisión |
| Llaneros           | 1 : 0 | Universitario    | Manuel Calle Lombana           | 6 de agosto      | 15:30 | Sin transmisión |
| Deportivo Pereira  | 3 : 0 | Bogotá F. C.     | Hernán Ramírez Villegas        | 6 de agosto      | 15:30 | Sin transmisión |
| Real Santander     | 2 : 4 | Cúcuta Deportivo | Álvaro Gómez Hurtado           | 7 de agosto      | 17:30 | Win Sports      |
| Fortaleza          | 1 : 2 | Deportes Quindío | Metropolitano de Techo         | 8 de agosto      | 19:45 | Win Sports      |
| Boyacá Chicó       | 3 : 0 | Unión Magdalena  | La Independencia               | 21 de septiembre | 18:00 | Sin transmisión |

| Leones           | 1 : 0 | Fortaleza          | Metropolitano de Ditaires | 12 de agosto | 15:30 | Sin transmisión |
| Valledupar F. C. | 1 : 1 | Deportivo Pereira  | Armando Maestre Pavajeau  | 12 de agosto | 15:30 | Sin transmisión |
| Universitario    | 0 : 0 | Atlético           | Ciro López                | 13 de agosto | 11:30 | Sin transmisión |
| Unión Magdalena  | 1 : 1 | Barranquilla F. C. | Diego de Carvajal         | 13 de agosto | 15:30 | Sin transmisión |
| Orsomarso        | 0 : 0 | Cúcuta Deportivo   | Francisco Rivera Escobar  | 13 de agosto | 16:00 | Sin transmisión |
| Bogotá F. C.     | 1 : 2 | Real Santander     | Metropolitano de Techo    | 14 de agosto | 14:00 | Sin transmisión |
| Real Cartagena   | 1 : 0 | Llaneros           | Jaime Morón León          | 14 de agosto | 18:00 | Win Sports      |
| Deportes Quindío | 1 : 3 | Boyacá Chicó       | Centenario de Armenia     | 14 de agosto | 20:00 | Win Sports      |

| Cúcuta Deportivo  | 2 : 2 | Fortaleza          | Municipal Los Zipas      | 19 de agosto | 15:15 | Sin transmisión |
| Valledupar F. C.  | 1 : 2 | Barranquilla F. C. | Armando Maestre Pavajeau | 19 de agosto | 15:30 | Sin transmisión |
| Universitario     | 2 : 3 | Llaneros           | Ciro López               | 20 de agosto | 11:30 | Sin transmisión |
| Bogotá F. C.      | 0 : 0 | Boyacá Chicó       | Metropolitano de Techo   | 20 de agosto | 14:00 | Sin transmisión |
| Real Santander    | 1 : 1 | Leones             | Álvaro Gómez Hurtado     | 20 de agosto | 18:00 | Sin transmisión |
| Real Cartagena    | 1 : 0 | Unión Magdalena    | Jaime Morón León         | 21 de agosto | 16:00 | Win Sports      |
| Orsomarso         | 1 : 1 | Atlético           | Francisco Rivera Escobar | 22 de agosto | 18:00 | Sin transmisión |
| Deportivo Pereira | 2 : 0 | Deportes Quindío   | Hernán Ramírez Villegas  | 22 de agosto | 19:45 | Win Sports      |

| Atlético           | 2 : 1 | Real Cartagena   | Pascual Guerrero        | 26 de agosto  | 15:00 | Sin transmisión |
| Llaneros           | 2 : 2 | Unión Magdalena  | Manuel Calle Lombana    | 27 de agosto  | 16:00 | Sin transmisión |
| Cúcuta Deportivo   | 3 : 1 | Bogotá F. C.     | General Santander       | 27 de agosto  | 17:00 | Sin transmisión |
| Real Santander     | 0 : 0 | Valledupar F. C. | Álvaro Gómez Hurtado    | 27 de agosto  | 18:00 | Sin transmisión |
| Fortaleza          | 0 : 0 | Orsomarso        | Municipal Los Zipas     | 28 de agosto  | 15:00 | Sin transmisión |
| Deportivo Pereira  | 1 : 0 | Universitario    | Hernán Ramírez Villegas | 28 de agosto  | 18:00 | Win Sports      |
| Boyacá Chicó       | 1 : 0 | Leones           | La Independencia        | 29 de agosto  | 18:00 | Win Sports      |
| Barranquilla F. C. | 3 : 0 | Deportes Quindío | Sede deportiva Bomboná  | 11 de octubre | 09:00 | Sin transmisión |

| Fortaleza        | 2 : 2 | Boyacá Chicó       | Municipal Los Zipas       | 2 de septiembre | 15:15 | Sin transmisión |
| Valledupar F. C. | 2 : 1 | Cúcuta Deportivo   | Armando Maestre Pavajeau  | 2 de septiembre | 15:30 | Sin transmisión |
| Universitario    | 1 : 1 | Real Santander     | Ciro López                | 3 de septiembre | 11:30 | Sin transmisión |
| Leones           | 2 : 3 | Barranquilla F. C. | Metropolitano de Ditaires | 3 de septiembre | 15:30 | Sin transmisión |
| Unión Magdalena  | 2 : 1 | Atlético           | Diego de Carvajal         | 3 de septiembre | 15:30 | Sin transmisión |
| Orsomarso        | 2 : 0 | Bogotá F. C.       | Francisco Rivera Escobar  | 3 de septiembre | 16:00 | Sin transmisión |
| Deportes Quindío | 1 : 1 | Llaneros           | Centenario de Armenia     | 4 de septiembre | 17:00 | Win Sports      |
| Real Cartagena   | 3 : 1 | Deportivo Pereira  | Jaime Morón León          | 4 de septiembre | 19:00 | Win Sports      |

| Bogotá F. C.       | 2 : 0 | Valledupar F. C. | Metropolitano de Techo         | 12 de septiembre | 14:00 | Sin transmisión |
| Atlético           | 1 : 2 | Deportes Quindío | Pascual Guerrero               | 12 de septiembre | 15:00 | Sin transmisión |
| Barranquilla F. C. | 1 : 0 | Fortaleza        | Metropolitano Roberto Meléndez | 12 de septiembre | 15:00 | Sin transmisión |
| Llaneros           | 0 : 0 | Leones           | Manuel Calle Lombana           | 12 de septiembre | 15:30 | Sin transmisión |
| Real Santander     | 1 : 2 | Real Cartagena   | Álvaro Gómez Hurtado           | 12 de septiembre | 18:00 | Sin transmisión |
| Deportivo Pereira  | 2 : 1 | Unión Magdalena  | Hernán Ramírez Villegas        | 12 de septiembre | 19:30 | Win Sports      |
| Boyacá Chicó       | 0 : 0 | Orsomarso        | La Independencia               | 12 de septiembre | 20:00 | Sin transmisión |
| Cúcuta Deportivo   | 0 : 0 | Universitario    | General Santander              | 13 de septiembre | 19:30 | Win Sports      |

| Leones           | 2 : 0 | Atlético           | Metropolitano de Ditaires | 16 de septiembre | 15:00 | Sin transmisión |
| Fortaleza        | 3 : 3 | Llaneros           | Municipal Los Zipas       | 16 de septiembre | 15:15 | Sin transmisión |
| Boyacá Chicó     | 1 : 1 | Barranquilla F. C. | La Independencia          | 16 de septiembre | 20:00 | Sin transmisión |
| Universitario    | 1 : 1 | Bogotá F. C.       | Ciro López                | 17 de septiembre | 11:30 | Sin transmisión |
| Unión Magdalena  | 2 : 1 | Real Santander     | Diego de Carvajal         | 17 de septiembre | 15:30 | Sin transmisión |
| Orsomarso        | 1 : 2 | Valledupar F. C.   | Francisco Rivera Escobar  | 17 de septiembre | 16:00 | Sin transmisión |
| Real Cartagena   | 2 : 3 | Cúcuta Deportivo   | Jaime Morón León          | 18 de septiembre | 18:00 | Win Sports      |
| Deportes Quindío | 2 : 0 | Deportivo Pereira  | Centenario de Armenia     | 19 de septiembre | 19:45 | Win Sports      |

| Atlético           | 1 : 0 | Fortaleza        | Pascual Guerrero               | 24 de septiembre | 15:00 | Sin transmisión |
| Llaneros           | 1 : 0 | Boyacá Chicó     | Manuel Calle Lombana           | 25 de septiembre | 15:30 | Sin transmisión |
| Cúcuta Deportivo   | 3 : 2 | Unión Magdalena  | General Santander              | 25 de septiembre | 20:00 | Win Sports      |
| Deportivo Pereira  | 2 : 0 | Leones           | Hernán Ramírez Villegas        | 26 de septiembre | 20:30 | Win Sports      |
| Bogotá F. C.       | 0 : 0 | Real Cartagena   | Metropolitano de Techo         | 8 de octubre     | 14:00 | Sin transmisión |
| Real Santander     | 2 : 3 | Deportes Quindío | Álvaro Gómez Hurtado           | 8 de octubre     | 18:00 | Sin transmisión |
| Barranquilla F. C. | 2 : 0 | Orsomarso        | Metropolitano Roberto Meléndez | 18 de octubre    | 15:00 | Sin transmisión |
| Valledupar F. C.   | 1 : 1 | Universitario    | Armando Maestre Pavajeau       | 18 de octubre    | 19:30 | Sin transmisión |

| Fortaleza          | 1 : 1 | Deportivo Pereira | Municipal Los Zipas       | 30 de septiembre | 15:15 | Sin transmisión |
| Barranquilla F. C. | 1 : 2 | Llaneros          | Sede deportiva Bomboná    | 1 de octubre     | 10:00 | Sin transmisión |
| Leones             | 1 : 0 | Real Santander    | Metropolitano de Ditaires | 1 de octubre     | 15:30 | Sin transmisión |
| Unión Magdalena    | 1 : 1 | Bogotá F. C.      | Diego de Carvajal         | 1 de octubre     | 15:30 | Sin transmisión |
| Real Cartagena     | 2 : 1 | Valledupar F. C.  | Jaime Morón León          | 1 de octubre     | 15:30 | Sin transmisión |
| Orsomarso          | 2 : 1 | Universitario     | Francisco Rivera Escobar  | 1 de octubre     | 16:00 | Sin transmisión |
| Boyacá Chicó       | 0 : 1 | Atlético          | La Independencia          | 2 de octubre     | 18:00 | Win Sports      |
| Deportes Quindío   | 2 : 0 | Cúcuta Deportivo  | Centenario de Armenia     | 3 de octubre     | 18:00 | Win Sports      |

| Valledupar F. C.  | 1 : 3 | Unión Magdalena    | Armando Maestre Pavajeau | 14 de octubre | 15:30 | Sin transmisión |
| Bogotá F. C.      | 0 : 2 | Deportes Quindío   | Metropolitano de Techo   | 15 de octubre | 14:00 | Sin transmisión |
| Llaneros          | 1 : 2 | Orsomarso          | Manuel Calle Lombana     | 15 de octubre | 15:30 | Sin transmisión |
| Atlético          | 0 : 0 | Barranquilla F. C. | Pascual Guerrero         | 22 de octubre | 15:00 | Sin transmisión |
| Cúcuta Deportivo  | 3 : 2 | Leones             | General Santander        | 22 de octubre | 15:30 | Sin transmisión |
| Real Santander    | 1 : 1 | Fortaleza          | Álvaro Gómez Hurtado     | 22 de octubre | 18:00 | Sin transmisión |
| Deportivo Pereira | 1 : 0 | Boyacá Chicó       | Hernán Ramírez Villegas  | 23 de octubre | 19:45 | Win Sports      |
| Universitario     | 3 : 1 | Real Cartagena     | Francisco Rivera Escobar | 26 de octubre | 11:00 | Sin transmisión |

| Barranquilla F. C. | 2 : 0 | Deportivo Pereira | Metropolitano Roberto Meléndez | 29 de octubre | 15:00 | Win Sports      |
| Llaneros           | 4 : 0 | Atlético          | Manuel Calle Lombana           | 29 de octubre | 15:00 | Sin transmisión |
| Boyacá Chicó       | 3 : 2 | Real Santander    | La Independencia               | 29 de octubre | 15:00 | Sin transmisión |
| Fortaleza          | 1 : 0 | Cúcuta Deportivo  | Municipal los Zipas            | 29 de octubre | 15:00 | Sin transmisión |
| Leones             | 0 : 0 | Bogotá F. C.      | Metropolitano de Ditaires      | 29 de octubre | 15:00 | Sin transmisión |
| Deportes Quindío   | 6 : 1 | Valledupar F. C.  | Centenario de Armenia          | 29 de octubre | 15:00 | Sin transmisión |
| Unión Magdalena    | 3 : 1 | Universitario     | Diego de Carvajal              | 29 de octubre | 15:00 | Sin transmisión |
| Orsomarso          | 3 : 1 | Real Cartagena    | Francisco Rivera Escobar       | 29 de octubre | 15:00 | Sin transmisión |

### Cuadro final
Para la segunda fase del torneo, los cuartos de final, clasificarán los mejores ocho ubicados en la tabla del Todos contra todos. Estos ocho equipos se dividirán en cuatro llaves: llave A, B, C y D, los ubicados del primer (1°) al cuarto (4°) puesto fueron ubicados respectivamente en dichas llaves, con la ventaja de que el juego de vuelta lo disputarán en condición de local. Los rivales de estos cuatro equipos saldrán de los ubicados del quinto (5°) al octavo (8°) puesto, los cuales sortearán su ubicación en las llaves A, B, C y D.
|  | Cuartos de final     | Cuartos de final     | Cuartos de final     |   |               | Semifinales          | Semifinales          | Semifinales          |  |  | Final                | Final                | Final                |
|  | 4 al 12 de noviembre | 4 al 12 de noviembre | 4 al 12 de noviembre |   |               | 16 y 19 de noviembre | 16 y 19 de noviembre | 16 y 19 de noviembre |  |  | 23 y 26 de noviembre | 23 y 26 de noviembre | 23 y 26 de noviembre |
|  |                      |                      |                      |   |               |                      |                      |                      |  |  |                      |                      |                      |
|  | Itagüí Leones        | 0                    | 1 (4)                |   |               |                      |                      |                      |  |  |                      |                      |                      |
|  | Orsomarso            | 1                    | 0 (2)                |   |               |                      |                      |                      |  |  |                      |                      |                      |
|  | Orsomarso            | 1                    | 0 (2)                |   | Itagüí Leones | 2                    | 2                    |                      |  |  |                      |                      |                      |
|  |                      |                      |                      |   | Itagüí Leones | 2                    | 2                    |                      |  |  |                      |                      |                      |
|  |                      | Cúcuta Deportivo     | 2                    | 1 |               |                      |                      |                      |  |  |                      |                      |                      |
|  | Barranquilla F. C.   | Cúcuta Deportivo     | 2                    | 1 | 0             | 2                    |                      |                      |  |  |                      |                      |                      |
|  | Barranquilla F. C.   |                      |                      |   | 0             | 2                    |                      |                      |  |  |                      |                      |                      |
|  | Cúcuta Deportivo     | 3                    | 1                    |   |               |                      |                      |                      |  |  |                      |                      |                      |
|  |                      |                      |                      |   |               |                      |                      |                      |  |  | Itagüí Leones        | 4                    | 0                    |
|  |                      |                      | Llaneros             | 1 | 0             |                      |                      |                      |  |  |                      |                      |                      |
|  | Deportes Quindío     | 0                    | 1                    |   |               |                      |                      |                      |  |  |                      |                      |                      |
|  | Llaneros             | 5                    | 3                    |   |               |                      |                      |                      |  |  |                      |                      |                      |
|  | Llaneros             | 5                    | 3                    |   | Llaneros      | 1                    | 2                    |                      |  |  |                      |                      |                      |
|  |                      |                      |                      |   | Llaneros      | 1                    | 2                    |                      |  |  |                      |                      |                      |
|  |                      | Real Cartagena       | 2                    | 0 |               |                      |                      |                      |  |  |                      |                      |                      |
|  | Deportivo Pereira    | Real Cartagena       | 2                    | 0 | 0             | 1                    |                      |                      |  |  |                      |                      |                      |
|  | Deportivo Pereira    |                      |                      |   | 0             | 1                    |                      |                      |  |  |                      |                      |                      |
|  | Real Cartagena       | 3                    | 1                    |   |               |                      |                      |                      |  |  |                      |                      |                      |

- Nota : El equipo ubicado en la primera línea de cada llave es el que ejerce la localía en el partido de vuelta.

### Cuartos de final
- La hora de cada encuentro corresponde al huso horario que rige a Colombia (UTC-5)

| 6 de noviembre de 2017, 15:15 | Cúcuta Deportivo                         | 3:0 (2:0) | Barranquilla F. C. | Estadio General Santander, Cúcuta |                              |
|                               | Carrillo 20' · Álvarez 33' · Agudelo 59' |           |                    | Árbitro(s): Alexander Ospina      | Árbitro(s): Alexander Ospina |

| 12 de noviembre de 2017, 15:00 | Barranquilla F. C. | 2:1 (0:1) | Cúcuta Deportivo | Estadio Metropolitano Roberto Meléndez, Barranquilla |                             |
|                                | Aladesanmi 74' 89' |           | Carrillo 17'     | Árbitro(s): Jhon Hinestroza                          | Árbitro(s): Jhon Hinestroza |

| 4 de noviembre de 2017, 16:00 | Orsomarso | 1:0 (0:0) | Itagüí Leones | Estadio Francisco Rivera Escobar, Palmira, Valle del Cauca |                             |
|                               | López 54' |           |               | Árbitro(s): Pablo Gutiérrez                                | Árbitro(s): Pablo Gutiérrez |

| 11 de noviembre de 2017, 15:30 | Itagüí Leones | 1:0 (0:0) (4:2 p.) | Orsomarso | Estadio Metropolitano Ciudad de Itagüí, Itagüí, Antioquia |                               |
|                                | Serna 72'     |                    |           | Árbitro(s): Lisandro Castillo                             | Árbitro(s): Lisandro Castillo |

| 4 de noviembre de 2017, 17:30 | Real Cartagena                            | 3:0 (3:0) | Deportivo Pereira | Estadio Jaime Morón León, Cartagena |                           |
|                               | Ferreira 22' · Castillo 24' · Salcedo 26' |           |                   | Árbitro(s): Mario Herrera           | Árbitro(s): Mario Herrera |

| 11 de noviembre de 2017, 17:00 | Deportivo Pereira | 1:1 (1:0) | Real Cartagena | Estadio Hernán Ramírez Villegas, Pereira |                             |
|                                | Reina 13'         |           | Acevedo 86'    | Árbitro(s): Gustavo Murillo              | Árbitro(s): Gustavo Murillo |

| 5 de noviembre de 2017, 15:30 | Llaneros                                                 | 5:0 (2:0) | Deportes Quindío | Estadio Manuel Calle Lombana, Villavicencio |                         |
|                               | Palacios 3' 73' · Álvarez 17' · Bolaños 54' · Zapata 68' |           |                  | Árbitro(s): Óscar Gómez                     | Árbitro(s): Óscar Gómez |

| 11 de noviembre de 2017, 15:00 | Deportes Quindío | 1:3 (1:2) | Llaneros                     | Estadio Centenario de Armenia, Armenia |                          |
|                                | Carpintero 45+1' |           | Velásquez 12' (pen.) 40' 79' | Árbitro(s): Luis Sánchez               | Árbitro(s): Luis Sánchez |

### Semifinales
- La hora de cada encuentro corresponde al huso horario que rige a Colombia (UTC-5)

| 16 de noviembre de 2017, 20:00 | Cúcuta Deportivo        | 2:2 (1:0) | Itagüí Leones              | Estadio General Santander, Cúcuta |                               |
|                                | Agudelo 25', 84' (pen.) |           | Serna 80' · Espinosa 90+3' | Árbitro(s): Nicolás Rodríguez     | Árbitro(s): Nicolás Rodríguez |

| 19 de noviembre de 2017, 17:30 | Itagüí Leones          | 2:1 (0:1) | Cúcuta Deportivo | Estadio Metropolitano Ciudad de Itagüí, Itagüí, Antioquia |                               |
|                                | Gómez 62' · Medina 78' |           | Carrillo 19'     | Árbitro(s): Bismarck Santiago                             | Árbitro(s): Bismarck Santiago |

| 16 de noviembre de 2017, 18:00 | Real Cartagena           | 2:1 (2:1) | Llaneros    | Estadio Jaime Morón León, Cartagena |                               |
|                                | Acevedo 9' · Salcedo 13' |           | Ramírez 36' | Árbitro(s): Lisandro Castillo       | Árbitro(s): Lisandro Castillo |

| 19 de noviembre de 2017, 15:15 | Llaneros                    | 2:0 (2:0) | Real Cartagena | Estadio Manuel Calle Lombana, Villavicencio |                            |
|                                | Velásquez 5' · Palacios 43' |           |                | Árbitro(s): Ricardo García                  | Árbitro(s): Ricardo García |

### Final
- La hora de cada encuentro corresponde al huso horario que rige a Colombia (UTC-5)

| 23 de noviembre de 2017, 15:15 | Llaneros        | 1:4 (0:2) | Itagüí Leones                             | Estadio Manuel Calle Lombana, Villavicencio                |                                                            |
|                                | Velásquez 90+3' |           | Medina 7', 39' · Restrepo 58' · Gómez 75' | Asistencia: 5 000 espectadores Árbitro(s): John Hinestroza | Asistencia: 5 000 espectadores Árbitro(s): John Hinestroza |

| 26 de noviembre de 2017, 19:10 | Itagüí Leones | 0:0 | Llaneros | Estadio Metropolitano Ciudad de Itagüí, Itagüí, Antioquia |  |
|                                |               |     |          | Asistencia: 14 000 espectadores Árbitro(s): Nicolás Gallo |  |

| Ganador Torneo Finalización    |
| Itagüí Leones                  |
| Clasificado a la final del año |

## Final del año
- La hora de cada encuentro corresponde al huso horario que rige a Colombia (UTC-5)

| 2 de diciembre de 2017, 17:15 | Boyacá Chicó | 0:0 | Itagüí Leones | Estadio La Independencia, Tunja                            |  |
|                               |              |     |               | Asistencia: 1 000 espectadores Árbitro(s): Carlos Betancur |  |

| 6 de diciembre de 2017, 17:00 | Itagüí Leones                        | 1:1 (1:0) (3:5 p.)         | Boyacá Chicó                                   | Estadio Metropolitano Ciudad de Itagüí, Itagüí, Antioquia |                          |
|                               | Medina 45+3'                         |                            | Vázquez 55'                                    | Árbitro(s): Andrés Rojas                                  | Árbitro(s): Andrés Rojas |
|                               |                                      | Tiros desde el punto penal |                                                |                                                           |                          |
|                               | Restrepo · Muñoz · Jaramillo · Serna |                            | Ponce · Barreto · Vázquez · Escobar · Mosquera |                                                           |                          |

|                                     |
| Campeón Boyacá Chicó Segundo título |

## Repechaje
El repechaje se programó como una serie de partidos de ida y vuelta entre el perdedor de la gran final y el mejor de la reclasificación del año, con el ganador obteniendo el derecho al segundo ascenso. Sin embargo, dado que el perdedor de la gran final (Itagüí Leones) fue al mismo tiempo el mejor equipo de la reclasificación, este ascendió a la Primera A automáticamente y la serie no se jugó.

## Estadísticas

### Goleadores
Torneo Apertura
| Erwin Carrillo                            | Cúcuta Deportivo   | 10 |
| Gustavo Torres                            | Deportes Quindio   | 10 |
| Junior Murillo                            | Orsomarso          | 9  |
| Jader Valencia                            | Bogotá F. C.       | 8  |
| Juan Sebastián Herrera                    | Barranquilla F. C. | 7  |
| Jeison Medina                             | Itagüí Leones      | 7  |
| Luis Ferney Ríos                          | Real Santander     | 7  |
| Harold Reina                              | Deportivo Pereira  | 6  |
| Jhon Vásquez                              | Real Cartagena     | 6  |
| Marco Prieto                              | Unión Magdalena    | 6  |
| Última actualización: 5 de junio de 2017. |                    |    |

Fuente: Resultados.com
Torneo Finalización
| Jhon Jairo Velasquez                           | Llaneros         | 11 |
| Jeison Medina                                  | Itagüí Leones    | 10 |
| Erwin Carrillo                                 | Cúcuta Deportivo | 9  |
| Mario Alexander Álvarez                        | Llaneros         | 8  |
| Diego Echeverri                                | Cúcuta Deportivo | 8  |
| Luis Ferney Ríos                               | Real Santander   | 7  |
| Juan Camilo Zapata                             | Valledupar F.C.  | 7  |
| Stiwar Mena                                    | Deportes Quindio | 6  |
| Última actualización: 27 de noviembre de 2017. |                  |    |

Goleador del año
| Erwin Carrillo                                 | Cúcuta Deportivo | 19 |
| Última actualización: 27 de noviembre de 2017. |                  |    |

Fuente: Resultados.com

## Tabla de reclasificación
| Pos. | Equipos            | PJ | PG | PE | PP | GF | GC | Dif. | Pts. |
| ---- | ------------------ | -- | -- | -- | -- | -- | -- | ---- | ---- |
| 1.   | Itagüí Leones      | 42 | 21 | 9  | 12 | 55 | 39 | 16   | 72   |
| 2.   | Cúcuta Deportivo   | 40 | 19 | 9  | 12 | 67 | 48 | 19   | 66   |
| 3.   | Deportivo Pereira  | 36 | 19 | 9  | 8  | 48 | 30 | 18   | 66   |
| 4.   | Deportes Quindío   | 38 | 20 | 6  | 12 | 58 | 43 | 15   | 66   |
| 5.   | Llaneros           | 40 | 18 | 11 | 11 | 59 | 48 | 11   | 65   |
| 6.   | Boyacá Chicó       | 40 | 16 | 14 | 10 | 51 | 45 | 6    | 62   |
| 7.   | Barranquilla F. C. | 34 | 18 | 5  | 11 | 43 | 34 | 9    | 59   |
| 8.   | Orsomarso          | 36 | 14 | 11 | 11 | 37 | 33 | 4    | 53   |
| 9.   | Real Santander     | 38 | 13 | 10 | 15 | 46 | 43 | 3    | 49   |
| 10.  | Real Cartagena     | 36 | 12 | 8  | 16 | 42 | 49 | -7   | 44   |
| 11.  | Unión Magdalena    | 32 | 9  | 7  | 16 | 39 | 53 | -14  | 34   |
| 12.  | Fortaleza CEIF     | 32 | 7  | 12 | 13 | 29 | 35 | -6   | 33   |
| 13.  | Valledupar F. C.   | 32 | 8  | 6  | 18 | 32 | 52 | -20  | 30   |
| 14.  | Atlético F. C.     | 32 | 7  | 9  | 16 | 26 | 52 | -26  | 30   |
| 15.  | Universitario      | 32 | 6  | 11 | 15 | 28 | 35 | -7   | 29   |
| 16.  | Bogotá F. C.       | 32 | 7  | 7  | 18 | 25 | 46 | -21  | 28   |

Fuente: Web oficial de Dimayor
|  |                                                |
|  | Campeón y ascendido a la Primera A en 2018 .   |
|  | Subcampeón y ascendido a la Primera A en 2018. |